# La dona del campió
La dona del campió (títol original: The Slugger's Wife) és una pel·lícula estatunidenca dirigida per Hal Ashby, amb guió de Neil Simon, estrenada l'any 1985. Ha estat doblada al català.

## Argument
Una de les principals estrelles de les lligues majors beisbol que està a punt de trencar un rècord, coneix una cantant i es casen, però tenen diferents objectius, la qual cosa posa en perill la seva oportunitat en l'esport i la possibilitat de fer una vida en parella.

## Repartiment
- Michael O'Keefe: Darryl Palmer
- Rebecca De Mornay: Debby (Huston) Palmer
- Martin Ritt: Burly DeVito
- Randy Quaid: Moose Granger
- Cleavant Derricks: Manny Alvarado
- Lisa Langlois: Aline Cooper
- Loudon Wainwright III: Gary
- Georgann Johnson: Casa DeVito
- Danny Tucker: Entrenador O'Brien
- Lynn Whitfield: Tina Alvarado
- Al Garrison: Guardia
- NiCandra Hood: infermera
- Ginger Taylor: Sherry
- Kay McClelland: Peggy
- Julie Kemp: Paloma

## Nominacions
La cançó de la pel·lícula Oh, Jimmy!  va ser nominada "pitjor cançó original" en el la 6a cerimònia dels Razzie Awards.